# Bernhard Halbreiter

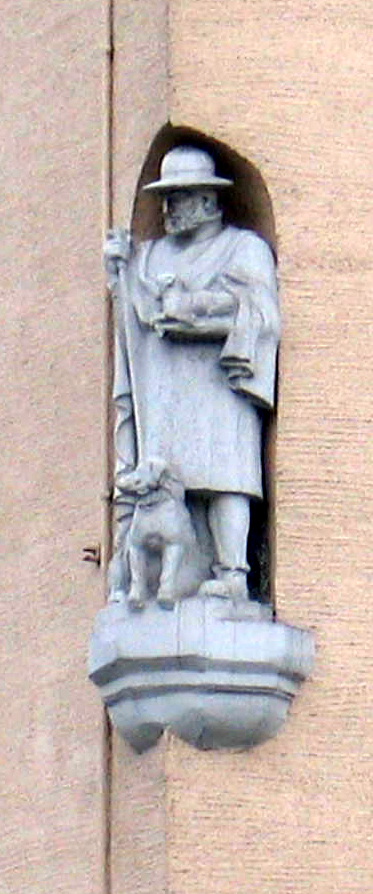
Bernhard Halbreiter: Schäfer mit Hund

Bernhard Halbreiter (* 20. Dezember 1881 in München; † 2. September 1940 in Bayrischzell) war ein deutscher Bildhauer und Grafiker.

## Leben
Bernhard Gabriel Halbreiter war der Sohn des Münchner Kunsthandwerkers Adolf Halbreiter und seiner Ehefrau Caecilie, geborene Sedlmayr. Seinen zweiten Vornamen erhielt er nach seinem Großvater mütterlicherseits, dem Brauereibesitzer Gabriel Sedlmayr. Mit seinen Geschwistern Helene, Agnes und Konrad wuchs er in der Münchner Maxvorstadt auf und besuchte nach der Elementarschule im Schuljahr 1892/93 für ein Jahr die 1. Klasse des Maximiliansgymnasiums in der Ludwigstraße. Der spätere Maler Wilhelm Hofelich und Klaus Pringsheim, Sohn von Alfred Pringsheim, waren hier unter anderem seine Mitschüler. Eine weitere Schulbildung ist nicht überliefert. Erst mit dem 23. April 1904 ist sein Eintritt in die Münchner Kunstakademie dokumentiert, wo er sich in die Bildhauerklasse des Professors für Christliche Kunst, Balthasar Schmitt, einschrieb. Nach Abschluss der Studien soll Halbreiter unter anderem im oberbayrischen Grainau tätig gewesen sein; weitere Informationen über seine frühe künstlerische Tätigkeit fehlen bisher. 1911 übernahm er ein Lehramt an der Kölner Kunstgewerbeschule und war von 1921 bis zu seinem Ausscheiden aus gesundheitlichen Gründen 1934, Professor für Plastik an der Rheinisch-Westfälischen Technischen Hochschule in Aachen. Paul Egon Schiffers und Adolf Wamper waren hier unter anderem seine Schüler.

## Künstlerische Tätigkeit
Bereits 1905 war Halbreiter einer der Preisträger im Preisausschreiben um Reklameentwürfe für Gemeinschaftswerbung von Ludwig Stollwerck und Otto Henkell, mit Julius Diez, Eugen Kirchner, Friedrich Stahl, Albert Klingner, Ludwig Hohlwein, Fritz Klee, Elly Hirsch, Ulrich Hübner, Anton Kerschbaumer, Johann Baptist Maier, Georg von Kürthy, Fritz H. Ehmcke, Paul Leuteritz, Otto Kleinschmidt, Anton Hoffmann, Otto Ludwig Naegele, Peter Würth, Ernst Oppler, A. Altschul, Anton J. Pepins und August Geigenberger. Des Weiteren erarbeitete er Denkmals- und Architekturplastik, so eine noch erhaltene Figur eines Schäfers mit Hund an einem 1909 von dem Architekten Theodor Fischer entworfenen Mietshaus in München, Fürstenriederstraße 26, und die Mariensäule in Schäftlarn, 1911. 1913 war er in einer Ausstellung des Kunsthauses Brakl am Münchner Beethovenplatz mit einer Tierplastik Gazelle und einem keramischen Säulenpaar vertreten. Ebenfalls 1913 wurden nach seinen Entwürfen die figürlichen Darstellungen in den Pfeilerfüllungen des Hauptportals der Münchner Polizeidirektion in der Ettstraße ausgeführt. Wandmalereien lieferte Halbreiters Freund Bruno Goldschmitt; mit ihm und dem Maler Heinrich Heidner besuchte er Jahre später (April 1918) mit Erlaubnis des bayerischen Kriegsministeriums das Gefangenenlager in Ingolstadt, um in Zeichnungen „die Rassenmerkmale unserer Gegner“ darzustellen. Die Zeichnungen verwahrt das Bayerische Armeemuseum in Ingolstadt. 1914 lieferte Halbreiter ein Porträtrelief des thailändischen Königs Chulalongkorn. Nach einem einmonatigen Kuraufenthalt in Bad Homburg 1907, hatte dieser der Kuranlage eine „Thai Sala“ gestiftet, die 1910 in Einzelteilen, jedoch teilweise beschädigt, aus Thailand eintraf, so dass die Anlage erst am 22. Mai 1914 eingeweiht werden konnte. 1933 entstand eine etwa 50 cm hohe Bronzebüste des 1963 in Aachen verstorbenen ungarisch-amerikanischen Ingenieurs, Physikers und Aerodynamikers Theodore von Kármán. Für eine um 1920 in München herausgegebene Ausgabe der Märchen von Clemens Brentano lieferte er Bilder und Buchschmuck. Ex-Libris-Entwürfe fertigte er unter anderem für die Kinderbuchautorin Christine Hane (1904), den Schriftsteller und Herausgeber Raymund Schmidt (* 1890, gestorben nach 1943) in Leipzig, den Meeresbiologen Eugen Neresheimer (1878–1952) sowie für Hermann Wilhelm Breymann (1843–1910), Professor für romanische und englische Sprache an der Universität München.

## Briefe
- Eigenhändiger Brief mit Unterschrift an Hyacinth Holland, München, 4. März 1903: München, Staatsbibliothek [Hollandiana A1]